# أليس ايجلي
أليس إيجلي (بالإنجليزية: Alice H. Eagly)‏ هي أستاذة علم نفس في جامعة نورث وسترن. أبحاثها الرئيسة تتعلق بعلم النفس الاجتماعي وعلم النفس الشخصي، وعلم النفس التنظيمي الصناعي.